# Protestas en Cuba de 2024
Las protestas en Cuba de 2024, iniciaron el 17 de marzo de ese año cuando comenzaron protestas callejeras en el este de Cuba, contra la escasez de alimentos y los cortes de energía. Algunos manifestantes hicieron llamados a cambiar el gobierno comunista que está en el poder desde 1959 y exigieron la salida de la dictadura.
El país está experimentando lo que se describe como la peor crisis de vida desde principios de los años 1990. El gobierno culpa al embargo estadounidense a Cuba impuesto desde 1960 como respuesta a las expropiaciones de las propiedades de los ciudadanos estadounidenses por parte del gobierno de Fidel Castro.

## Antecedentes
El 12 de enero de 2021, el entonces presidente de los Estados Unidos Donald Trump agregó a Cuba a la lista de Estados Patrocinadores del Terrorismo, implementando una nueva serie de sanciones económicas al país. El gobierno de Cuba esperaba que Joe Biden eliminara a Cuba de la lista. Sin embargo, Biden ha evitado por completo el tema y, según fuentes gubernamentales cubanas, no ha respondido a varios llamados para celebrar una reunión diplomática para sacar a Cuba de la lista.
En un comunicado de prensa poco después del inicio de las protestas, el gobierno cubano calificó la inclusión de Cuba en la lista de Estados Patrocinadores del Terrorismo como el elemento más atroz de las sanciones estadounidenses. El representante estadounidense Joaquín Castro calificó el hecho de que Biden no haya eliminado a Cuba de la lista como «una grave oportunidad perdida que ha empeorado la vida de los cubanos comunes y corrientes». Al ser etiquetado como Estado patrocinador del terrorismo, se implementaron nuevas sanciones económicas que desalentaron la inversión extranjera de terceros, ya que a esas empresas se les prohibiría hacer negocios en los Estados Unidos en virtud de la Ley Helms-Burton. Además, la inclusión en la lista prácticamente ha eliminado el turismo a Cuba, concretamente desde la Unión Europea.
Desde la pandemia de COVID-19, el precio del combustible ha aumentado un 500%, lo que es especialmente problemático para Cuba ya que la mayor parte de su electricidad se genera en centrales eléctricas que queman petróleo. Antes de esto, Cuba había confiado en uno de sus pocos aliados, Venezuela, para vender petróleo con descuento, pero debido a la crisis económica en Venezuela, esta relación especial tuvo que terminar. Debido a la escasez de combustible, se están produciendo apagones generalizados en las principales ciudades cubanas. Cuba también depende de las importaciones de alimentos, recibiendo 7 mil millones de dólares al año, pero debido al débil poder adquisitivo del peso cubano, compra casi todas las importaciones con reservas de divisas. Estas reservas también se utilizan para comprar combustible, lo que sumado a una inflación que dejó un agujero del 18,5% del PIB, deja poco para las importaciones de alimentos. Además de una mala cosecha, Cuba ha experimentado escasez de alimentos.

## Respuestas
El 18 de marzo, La Habana convocó al diplomático estadounidense de más alto rango, el Encargado de negocios Benjamin Ziff.
El Gobierno de Cuba envió arroz y leche en los lugares donde se realizaron las protestas para calmar el gran descontento existente por el manejo de la crisis económica de las autoridades cubanas
Díaz-Canel escribió en X: «Políticos mediocres y terroristas en línea se alinearon desde el sur de Florida para calentar las calles de #Cuba con mensajes intervencionistas y llamados al caos. Se quedaron con ganas». En un comunicado de prensa el gobierno cubano afirmó que todo el sur de Florida es "el único sustento es la industria de la agresión contra Cuba".
Según el representante estadounidense nacido en Cuba, Carlos A. Giménez, en un esfuerzo por sofocar las protestas, el gobierno cubano cortó todo acceso a Internet para evitar que los manifestantes se organizaran como lo hizo con las protestas de 2021. Giménez también pidió a la administración Biden que proporcione Internet satelital a los manifestantes. En respuesta, un portavoz del Departamento de Estado dijo: «Las regulaciones estadounidenses permiten que ciertos servicios basados en Internet apoyen al pueblo cubano».
María Payá Acevedo, hija del disidente asesinado Oswaldo Payá y una de las principales figuras de la oposición en Cuba que vive exiliada en Miami, anunció que su iniciativa Cuba Decide llama a los líderes internacionales a apoyar y apoyar a los manifestantes para garantizar una transición pacífica a democracia. Cuba Decide ha esbozado un plan de cuatro pasos para implementar la democracia, el primero es reconocer y garantizar la protección de los derechos humanos de todos los cubanos, el segundo es un «plebiscito vinculante que implemente garantías electorales y de transparencia» para poner fin al estado de partido único, el tercero es «iniciar un proceso de transición que establezca instituciones democráticas» y, por último, «elecciones libres y multipartidistas» para establecer un nuevo gobierno.

## Protestas en el extranjero
Los cubanoamericanos que viven en Miami han organizado sus propias protestas para mostrar solidaridad con los manifestantes desde el 17 de marzo, cuando decenas se reunieron frente al Palacio de Versalles ondeando banderas cubanas y estadounidenses. El 19 de marzo, los manifestantes formaron una cadena humana, mientras que el 24 de marzo organizaron una breve marcha a través de un parque en la Pequeña Habana.

## Reacciones
El expresidente y candidato a la Presidencia de Estados Unidos, Donald Trump apoyó a los manifestantes y prometerá ser muy duro con los «opresores» si vuelve a ser presidente.
La representante estadounidense e hija de los exiliados cubanos María Elvira Salazar  declaró en una entrevista con The Hill: «Espero que esta crisis y las protestas en Santiago de Cuba expongan los fracasos del comunismo y conduzcan al fin de la dictadura». El senador estadounidense Rick Scott emitió una declaración instando a su país a apoyar al «valiente pueblo cubano».
La embajada de Estados Unidos declaró: “Instamos al gobierno cubano a respetar los derechos humanos de los manifestantes y atender las necesidades legítimas del pueblo cubano”. Carlos Fernández de Cossío calificó la declaración de la embajada de “irrespetuosa” y de “abierta injerencia en los asuntos internos de Cuba”. Johana Tablada, la principal diplomática cubana en los Estados Unidos, afirmó que el objetivo del gobierno estadounidense es un «cambio de régimen» contra el actual Partido Comunista en el poder.
El 18 de marzo, el Viceprimer Ministro ruso, Dmitri Chernyshenko, promocionó los lazos económicos cada vez más profundos entre Rusia y Cuba, celebrando que más de 100 empresas rusas habían comenzado a hacer negocios en Cuba y estaban involucradas en la industria pesada, la energía, la banca, la agricultura, la tecnología de la información y el turismo. Chernyshenko afirmó: «Cuba es un aliado ruso confiable». Además, en 2023 Cuba implementó el sistema de pagos ruso Mir.